# Struga Młyńska (dopływ Kanału Bydgoskiego)

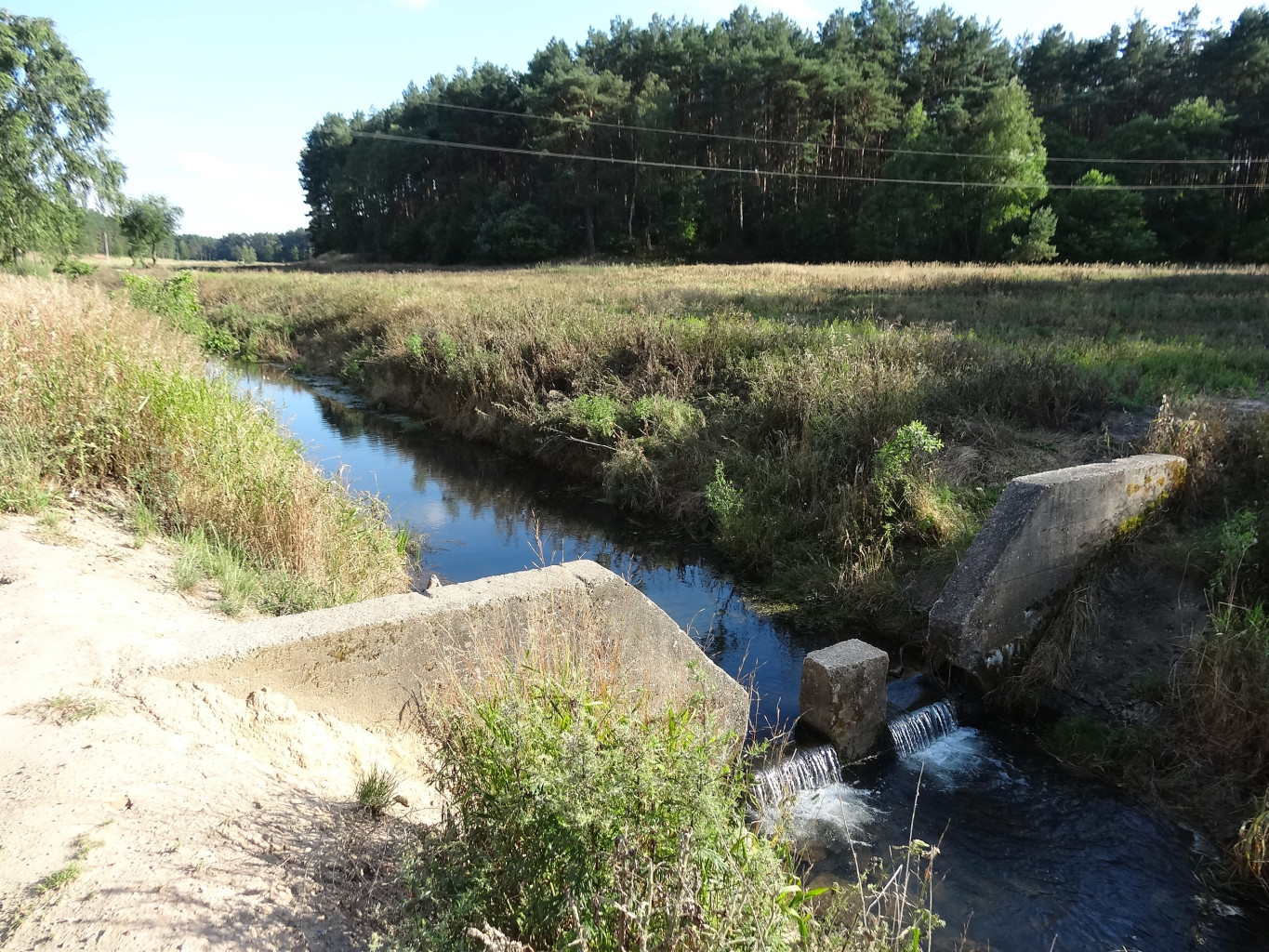
Stopień piętrzący na Łąkach Podprądy

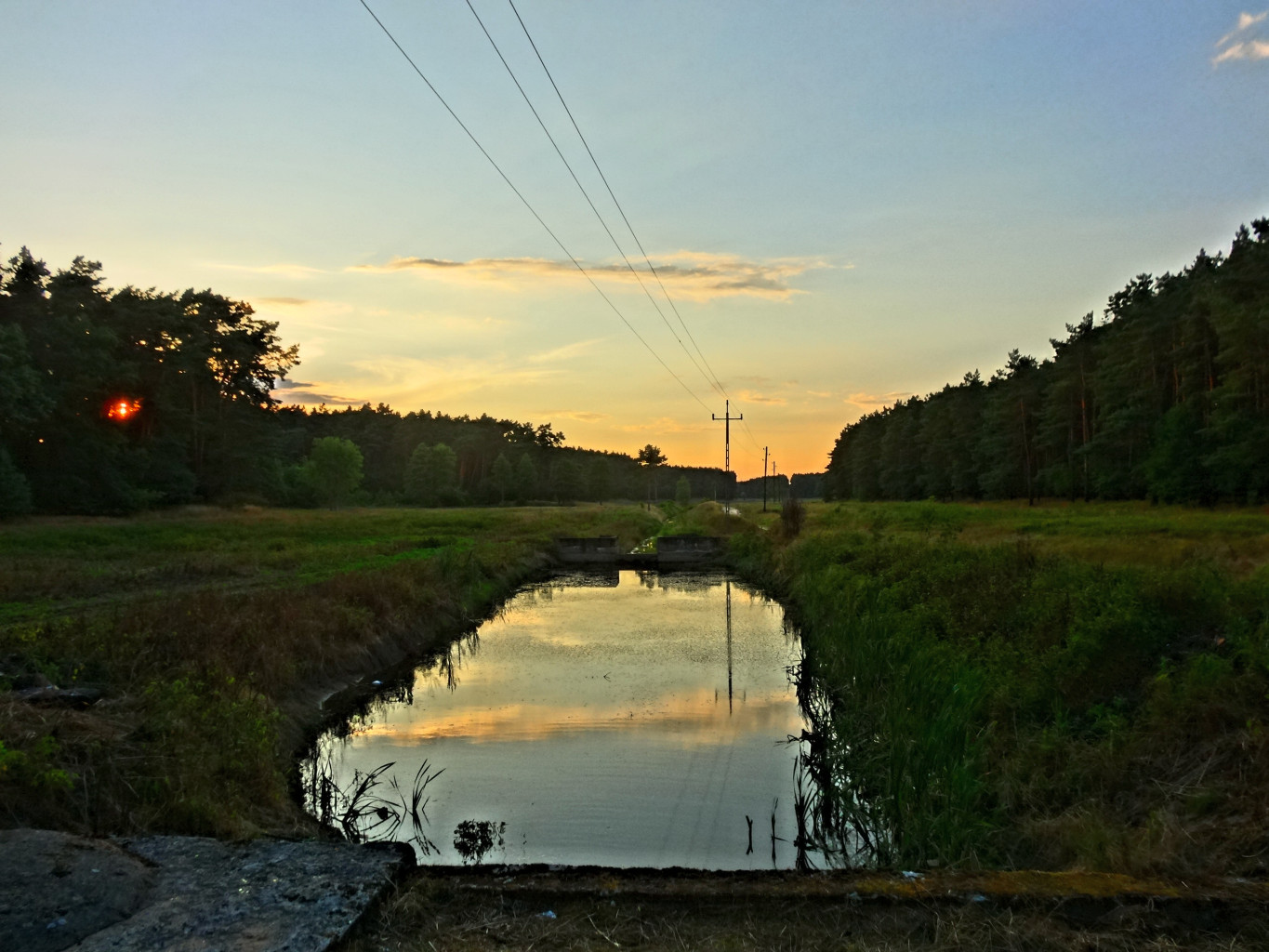
Staw zaporowy na Strudze Młyńskiej

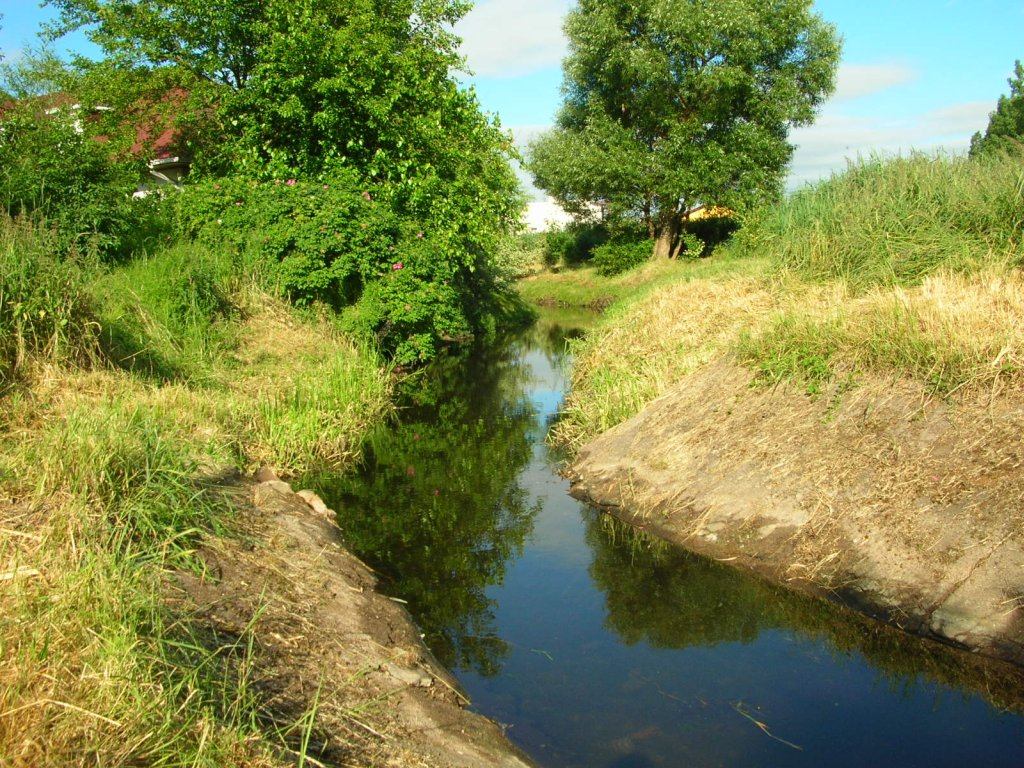
Przy ujściu do Kanału Bydgoskiego

Struga Młyńska (Flis Południowy, dawniej Krępa) – prawy dopływ Kanału Bydgoskiego, o powierzchni zlewni 13 km².

## Charakterystyka
Ciek odwadnia część gminy Białe Błota oraz południowo-zachodniej części miasta Bydgoszczy. Długość całej Strugi wynosi 4,2 km. Do marca 2008 roku struga stanowiła kanał odpływowy z oczyszczalni ścieków w Białych Błotach, obecnie ścieki z tej miejscowości kierowane są kolektorem ściekowym do oczyszczalni w Bydgoszczy.
Struga Młyńska (niem. Krempefließ) bierze swój początek w rejonie drogi krajowej nr 5 Bydgoszcz – Szubin w Białych Błotach. Nie posiada ona jednego źródła; różnymi rowami spływa do łąk, którymi wije się do Bydgoszczy. Główny ciek początkowo biegnie rurociągiem o średnicy 0,40 m, przebiega pod linią kolejową nr 356 relacji Bydgoszcz–Wągrowiec i wypływa rurociągiem betonowym o średnicy 1,40 m na zwarty kompleks łąk i pastwisk zwany „Łąkami Podprądy” (niem. Krempebruch). Od tego miejsca struga posiada uregulowane koryto. Na terenie leśnym i na łąkach przy strudze urządzono przystanki Leśnej Ścieżki Dydaktycznej „Białe Błota”.
Na łąkach z ciekiem łączy się kanał melioracyjny prowadzący wody z rejonu lasów państwowych Nadleśnictwa Bydgoszcz. Do czerwca 2012 roku do tego kanału wpływały również oczyszczone ścieki z Bydgoskich Zakładów Elektromechanicznych „Belma” S.A. i innych znajdujących się na tym terenie firm (Belma Accessories Systems, KK-Form, BKT, Hotel Best Inn, Przychodnia „Przy Belmie”, Państwowa Straż Pożarna, Baza PKS). Po likwidacji własnej oczyszczalni oraz wybudowaniu przyłącza kanalizacyjnego, ścieki te zostały skierowane do oczyszczalni ścieków w Bydgoszczy. Na Łąkach Podprądy strugę ujęto w kanał o szerokości dna 3,0 m z nachyleniem skarp 1:1 i głębokości od 1,0 do 1,5 m. Zabudowano ją również sześcioma progami betonowymi o wysokości piętrzenia po 0,6 m.
Ujściowy odcinek na długości około 900 m od ul. Nakielskiej do Kanału Bydgoskiego przebiega przez tereny zabudowane domkami jednorodzinnymi. Niedaleko cmentarza przy ul. Tańskich potok wije się malowniczo w jarze, spadając przez bystrotok z narzutu kamiennego o długości 30 m i szerokości dna 1,2 m oraz spadku 3,2%. Do 15 lipca 1980 w miejscu tym znajdowała się niewielka zapora, piętrząca wodę na potrzeby znajdującego się tutaj młyna (zwanego w XIX w. Prondy-Kupferhammer (Miedziowa Kuźnia), obecny budynek z 1900 pozostaje nieczynny). Staw młyński (zwany Kupferhammer See, Prondyer See) o powierzchni 4 ha wykorzystywany był również rekreacyjnie (ścieżki spacerowe, usługi gastronomiczne, wynajem łodzi), a w 1909 na znajdującej się tu wyspie wystawiono przedstawienie "Rybaczka" Goethego. Po awarii w czasie wielkich opadów 1980 r. jaz uległ zniszczeniu, w następnych latach porósł olszyną. Sam młyn w l. 60 był zasilany energią elektryczną, a pamiątką po nim było koło młyńskie, znajdujące się na ceglanym postumencie przy przystanku autobusowym na ul. Nakielskiej. W 2022 w wyniku działalności bobrów dawny zbiornik został odtworzony, ale z uwagi na zagrożenie powodziowe tamę rozebrano. 
Struga Młyńska uchodzi obecnie do Kanału Bydgoskiego na terenie dzielnicy Miedzyń w Bydgoszczy, który odprowadza jej wody do rzeki Brdy. Do czasu budowy kanału wody strugi zasilały rzekę Flis Północny.
Średni przepływ w Strudze Młyńskiej wynosi 143 litry na sekundę. Mimo że jest ciekiem o niewielkiej zlewni, prowadzi jednak stale wodę, nawet w okresach suszy hydrologicznej jego średnie przepływy wynoszą około 10 l/sek.
Przed 1872 rozpatrywano przecięcie doliny Strugi Młyńskiej linią kolejową w kierunku Poznania, którą jednak przeprowadzono w kierunku Trzcińca i Inowrocławia obecnym śladem.  

## Galeria

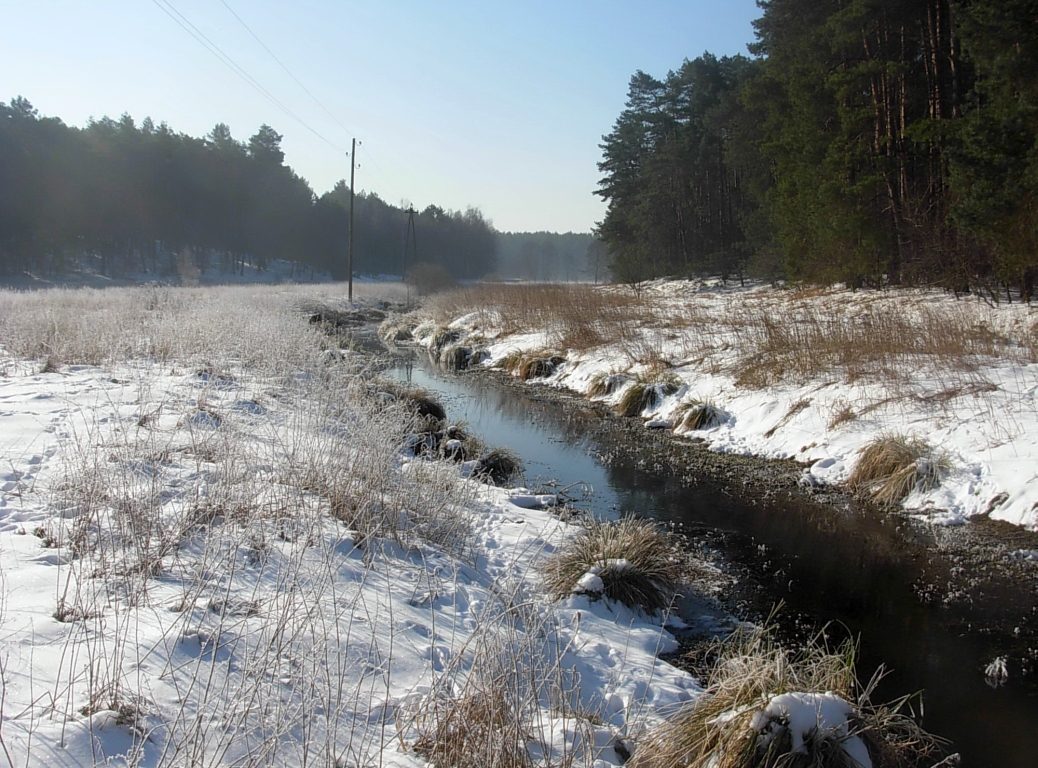
W dolinie Podprądy
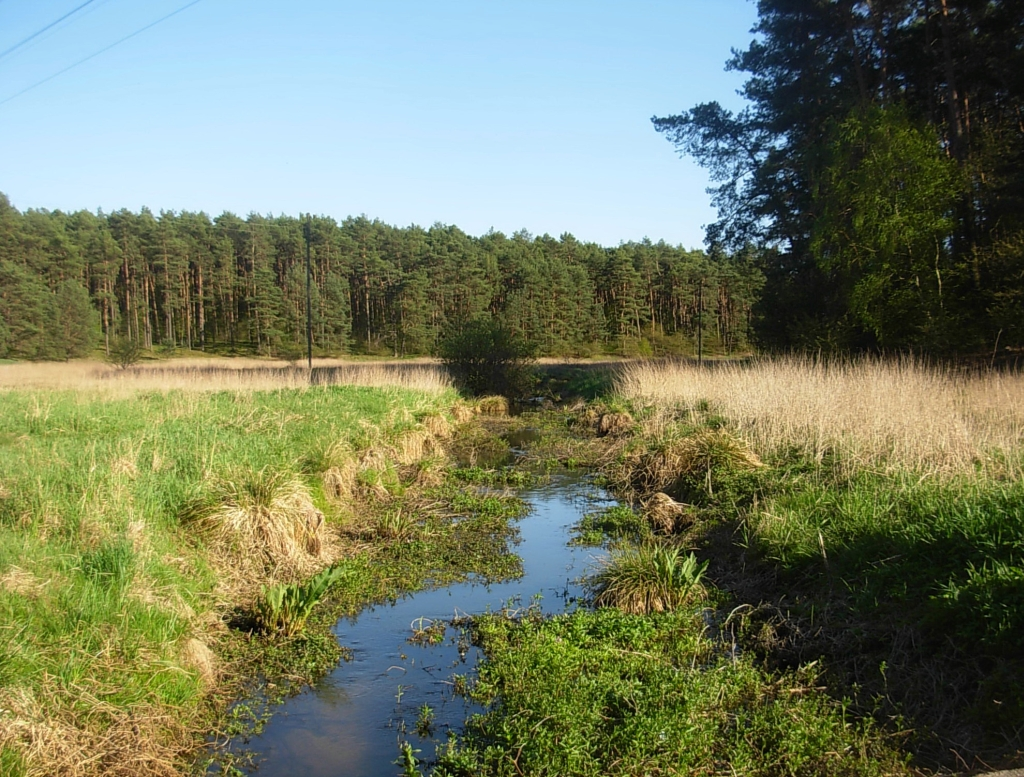
Wiosną
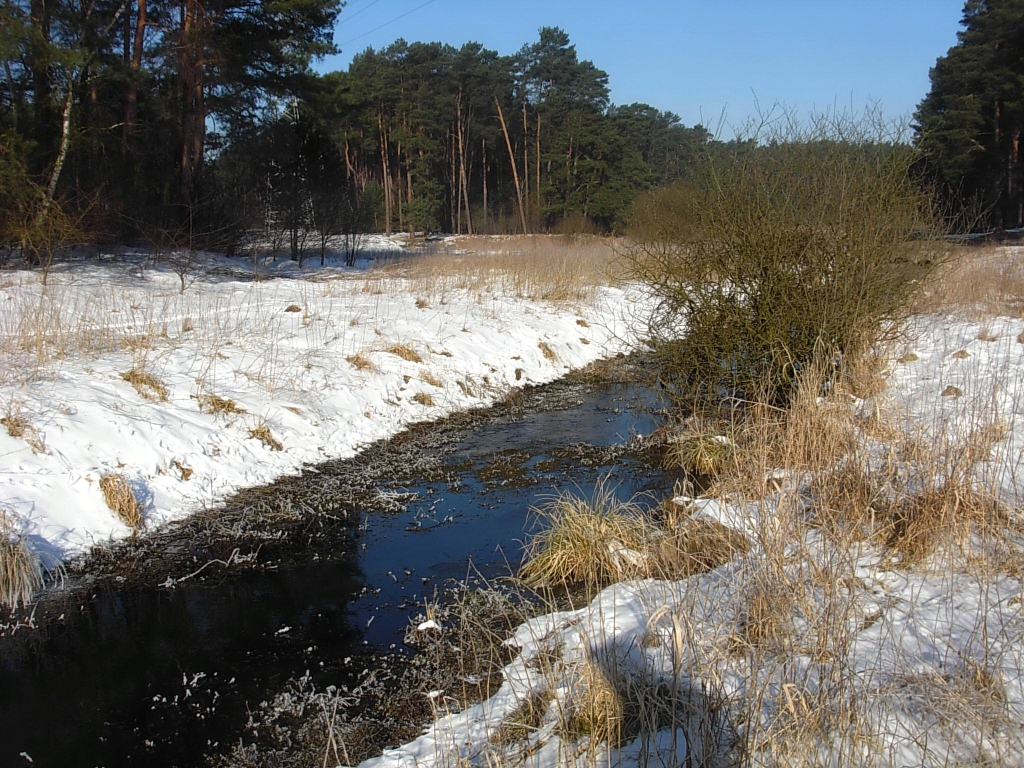
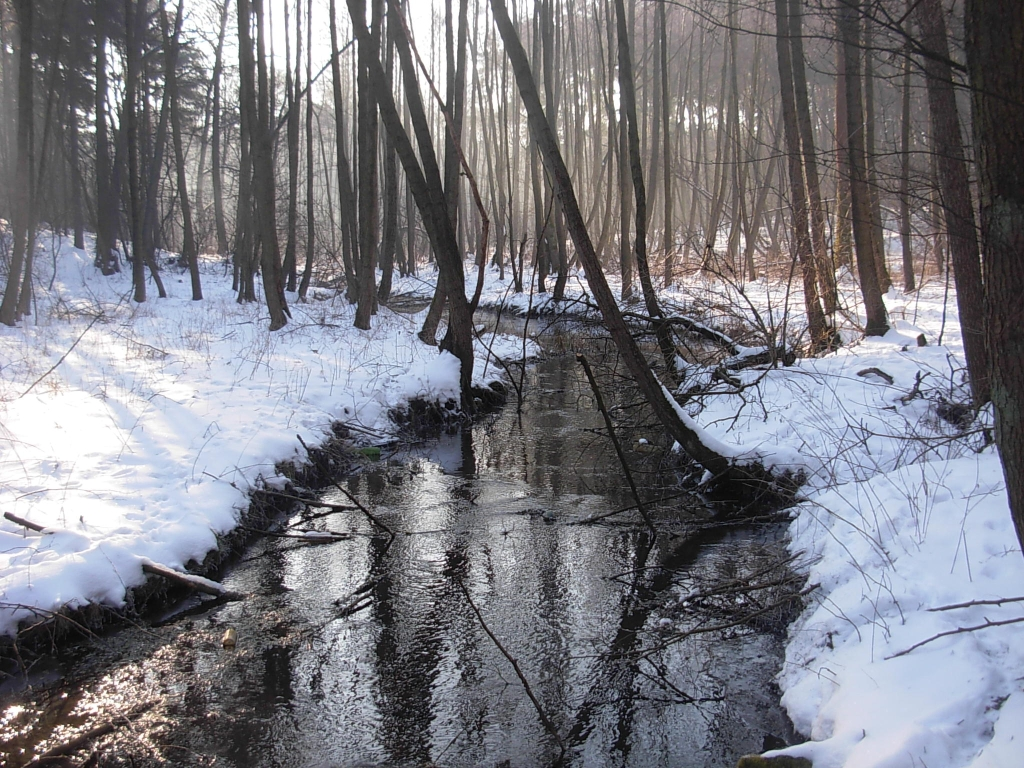
W leśnej dolinie
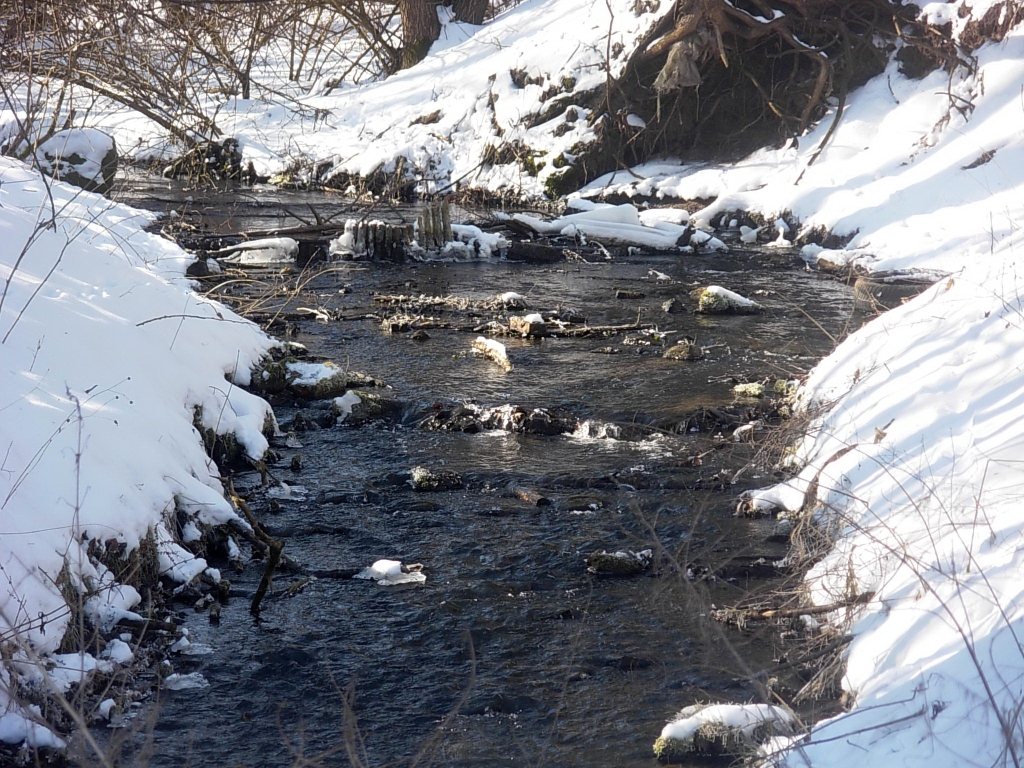
Kaskada na osiedlu Prądy
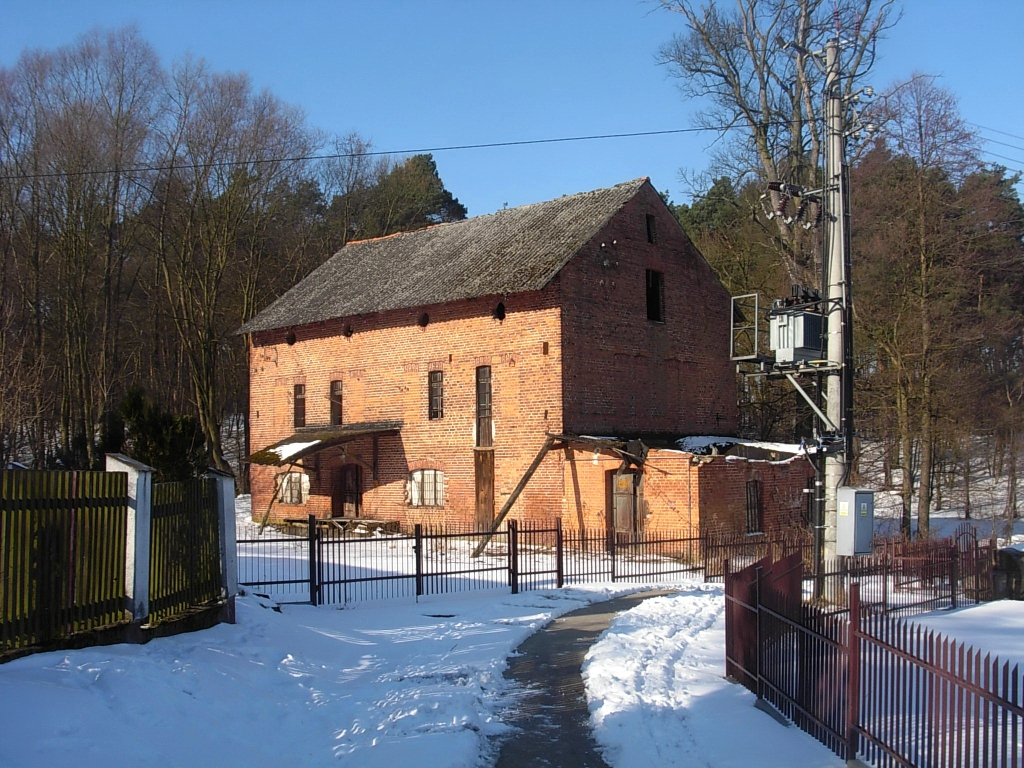
Dawny młyn wodny
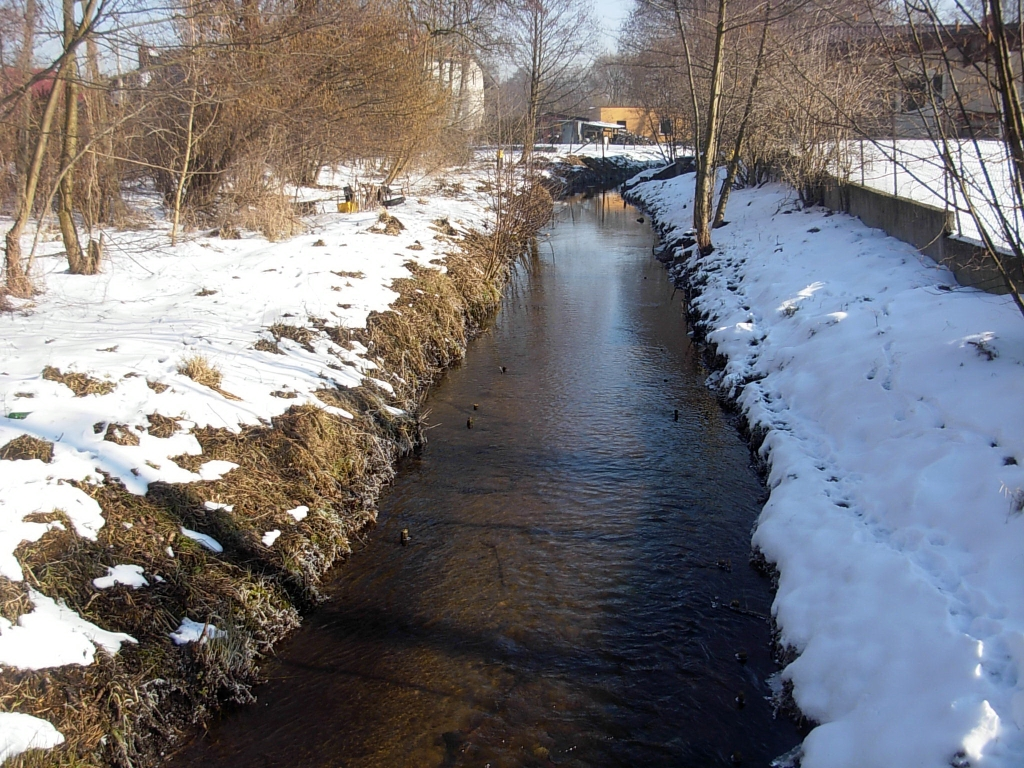
Na osiedlu Miedzyń
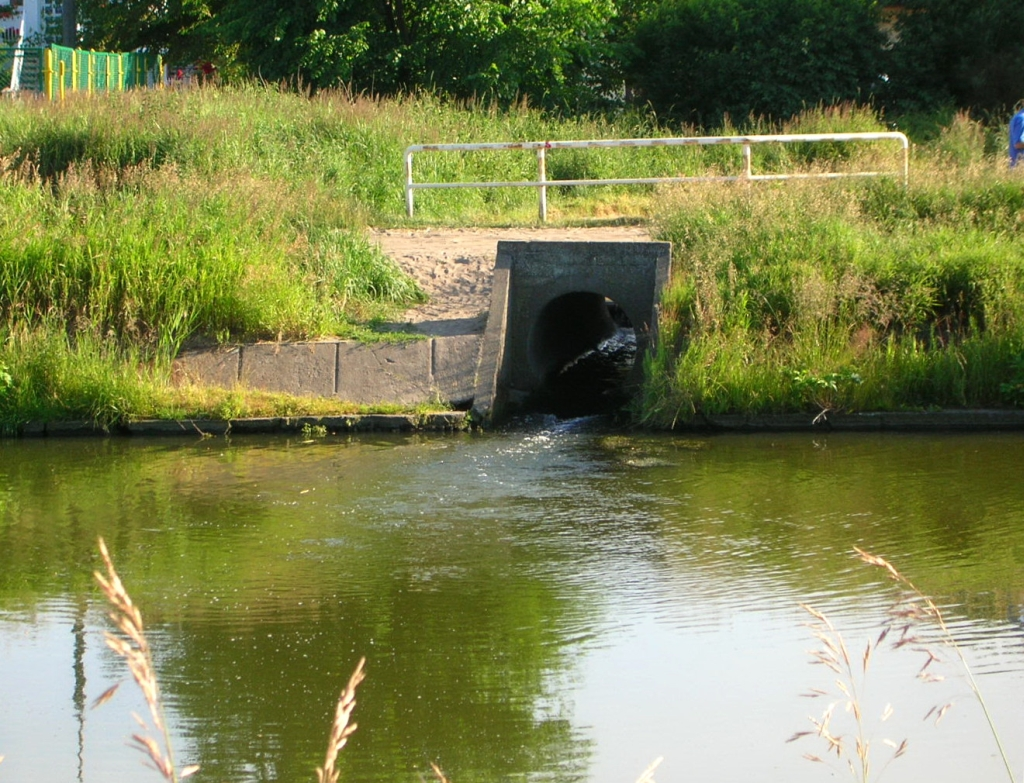
Ujście do Kanału Bydgoskiego